# Jordan Wilimovsky
Jordan Wilimovsky (Malibu, 22 de abril de 1994) é um maratonista aquático estadunidense.

## Carreira

### Rio 2016
Wilimovsky competiu nos 10 km da maratona aquática ficando na quinta colocação e nos 1500 metros livre em piscina, onde finalizou no quarto lugar.